# Toshihiro Uchida
Toshihiro Uchida (jap. 内田 利広, Uchida Toshihiro; * 12. August 1972 in der Präfektur Nagasaki) ist ein ehemaliger japanischer Fußballspieler.

## Karriere
Uchida erlernte das Fußballspielen in der Schulmannschaft der Kunimi High School und der Universitätsmannschaft der Meiji-Universität. Seinen ersten Vertrag unterschrieb er 1995 bei Nagoya Grampus Eight. Der Verein spielte in der höchsten Liga des Landes, der J1 League. 1995 gewann er mit dem Verein den Kaiserpokal. 1996 wurde er mit dem Verein Vizemeister der J1 League. 1997 wechselte er zum Ligakonkurrenten Cerezo Osaka. Für den Verein absolvierte er 66 Erstligaspiele. Ende 2000 beendete er seine Karriere als Fußballspieler.

## Erfolge
Nagoya Grampus Eight
- J1 League

Vizemeister: 1996
- Kaiserpokal

Sieger: 1995